# Cladonia arbuscula
Espèce
Cladonia arbuscula, la Cladonie en arbuscule, est une espèce de lichens de la famille des Cladoniaceae.

## Description
Ce lichen est composé de deux thalles ; un thalle primaire primitif poussant sur l’écorce en un motif écailleux, suivi d’un thalle secondaire avec un podetia en forme de coupe de 4-10 cm,. La coloration de C. arbuscula varie d’une sous-espèce à l’autre, mais elle est principalement blanc-gris, jaune pâle ou vert vif, avec des extrémités orange plus foncé où se forment les ascocarpes,,.

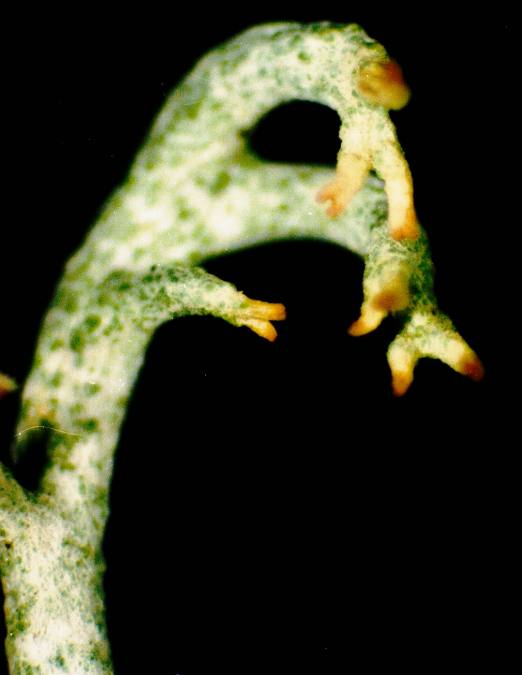
Vue agrandie du podetium Cladonia arbuscula avec ses ascocarpes terminaux sombres.

## Répartition et habitat

### Répartition mondiale
C. arbuscula se rencontre partout dans le monde, acceptant des conditions difficiles que de nombreuses plantes végétatives ne pourraient tolérer. Il est largement répandu au Canada et dans le Nord des États-Unis (principalement en Alaska), mais on le trouve également dans le Wyoming, l’Idaho et le Montana. Bien qu’il soit relativement rare dans le Nord-Ouest du Pacifique, on peut le trouver là-bas. Commun au Labrador et à Terre-Neuve et présent dans toute l’Angleterre et l’Irlande. Il a été trouvé dans des latitudes plus méridionales telles que le Chili, la Tasmanie et la Nouvelle-Zélande.

### Habitat
Ce lichen est considéré comme non en péril du point de vue de la conservation, mais certaines sous-espèces sont en déclin dans des zones préoccupantes,,,,,.
L'espèce est parfois trouvée en association avec des mousses, ce qui faciliterait son attachement aux roches ou aux débris ligneux. Elle est intolérante à l'ombre et ne peut généralement pas pousser dans des zones avec une couverture de canopée de 70 % ou plus. À l’exception des populations du Nord-Ouest du Pacifique, Cladonia arbuscula pousse principalement dans des sites frais et secs. Ce lichen évite les zones d’eau stagnante et, dans les zones très humides, il se développe dans les microbiomes les plus secs. C. arbuscula se trouve plus couramment dans les zones humides que les autres espèces du genre, mais préfère toujours les habitats secs et frais pour une croissance idéale. Il se rencontre rarement en altitude et pousse principalement à basse et moyenne altitude.

## Reproduction et croissance

### Reproduction asexuée
C. arbuscula peut se reproduire de manière asexuée et sexuée. Le processus de reproduction asexuée peut s'effectuer par fragmentation du thalle primaire dans lequel une petite partie du thalle peut régénérer un nouveau thalle pleinement productif tant que la partie d'origine contient à la fois des cellules d'algues et de champignons. Des spores asexuées connues sous le nom de conidies sont produites sur les pycnides portées sur les bords des cupules des podétias, et sont utilisés pour se reproduire de manière asexuée par fragmentation. En raison de la nature microscopique de ces éléments reproducteurs asexués, peu d'études ont été réalisées pour décrire en profondeur sa reproduction.

### Reproduction sexuée
La reproduction sexuée de C. arbuscula se fait grâce à la production et à la libération d'ascospores. Ces spores sexuelles sont contenues dans un asque situé à l'extrémité des podéties et sont dispersées par le vent. Ce lichen ne se disperse cependant pas loin de l'organisme parent, avec une distance de dispersion moyenne d'environ 20 à 25 cm seulement dans les sites forestiers et pas plus de 75 cm dans les prairies et les savanes. Les fragments de lichen peuvent être dispersés par les animaux sur de plus longues distances, mais ce n'est pas la principale méthode utilisée pour la reproduction et la régénération. Les lichens se reproduisent sexuellement de deux manières : hétérothallisme ou homothallisme, mais le mode de vie obligatoire des espèces Cladonia et bien d'autres rend l'étude du cycle de reproduction sexuelle presque impossible en laboratoire, et reste inconnu pour cette espèce.

### Croissance
La plupart des lichens ont une croissance lente et une longue durée de vie, en particulier pour Cladonia arbuscula. Malgré la lenteur globale du processus de croissance, sa vie peut être divisée en trois phases distinctes de croissance.
La première étape correspond à l’augmentation de taille la plus rapide et est considérée comme la période d’accumulation de croissance. Le lichen grossit chaque année sans perdre aucune partie du podétium. Cette première étape dure généralement environ 10 ans, mais selon les espèces et l'emplacement, elle peut aller de 6 à 25 ans. En particulier dans les zones perturbées par les régimes d'incendie, les taux de croissance sont en moyenne de 4,8 mm/an, mais peuvent atteindre jusqu'à 12 mm/an.
La deuxième période est connue sous le nom de période de rénovation, et tandis que la hauteur du podétium continue d'augmenter, les entre-nœuds commencent à se décomposer et meurent à la base. Il s’agit de l’étape la plus longue, pouvant durer plus de 100 ans dans certains cas.
Enfin, la troisième période, celle du dépérissement, dure environ 10 à 20 ans et consiste en la décomposition des entre-nœuds restants et des podétia.
Les périodes de croissance dépendent fortement d'une multitude de facteurs extérieurs, tels que l'habitat, le climat, la quantité de pâturage, les régimes d'incendie et le matériau du substrat. Les taux de croissance semblent être les plus élevés dans les zones fortement perturbées par les incendies et les pâturages élevés, mais la taille globale des lichens dans les zones de pâturage élevé était en moyenne plus petite,.

## Écologie
Cladonia arbuscula est une espèce hôte connue du champignon Lichenopeltella cladoniarum.

### Interactions avec d'autres espèces
Cladonia arbuscula est une source de nourriture vitale pour le caribou de l'hémisphère Nord (expliquant le nom vernaculaire anglais de green reindeer lichen, qui se traduit par « lichen vert du renne »). En raison de la capacité du lichen à survivre aux hivers froids et secs, il constitue la principale source de nourriture tout au long de l'hiver pour de nombreux caribous d'Amérique du Nord. Au Canada, les lichens représentent environ 50 à 90 % du régime alimentaire du caribou (selon des études sur le rumens du caribou). Les champignons peuvent cependant être endommagés par un grand nombre de caribous en raison du surpâturage et du piétinement. Certains petits mammifères comme les campagnols et les souris se nourrissent également de ces lichens en hiver. Malgré les faibles niveaux de protéines de ces lichens, surtout en comparaison avec d'autres plantes vasculaires, ils constituent la principale source de nourriture pour de nombreux animaux et, s'ils ne sont pas protégés, ils peuvent provoquer des cascades trophiques ascendantes ayant des effets néfastes sur les populations de caribous. Les lichens eux-mêmes sont des photosymbiontes et consistent en un mélange de couches fongiques, de cyanobactéries et d’algues qui travaillent ensemble pour survivre.

### Écologie du feu
Les fragments de thalle peuvent se déplacer des zones non brûlées vers les zones fraîchement brûlées et coloniser facilement le terrain sec et sans ombre. Dans les zones où il y a eu des incendies récents, le taux de croissance de C. arbuscula a augmenté considérablement par rapport aux zones où il n’y a pas eu de feu,. Bien que C. arbuscula puisse persister en l’absence de feu, la diminution du couvert forestier et l’augmentation de la biodiversité de la couche de sol due à des brûlages fréquents peuvent considérablement l'aider à se développer. Le feu lui-même tue C. arbuscula, mais conduit à des conditions plus favorables à la croissance après le feu. C. arbuscula se rencontre généralement à la fin de la succession primaire et au début du milieu de la succession secondaire. Le broutage et le piétinement des caribous peuvent nuire à la diversité des lichens dans une zone en provoquant la croissance simultanée d’espèces en début et en fin de succession.

## Conservation
Bien que l’espèce soit considérée comme stable et non en péril à l’échelle mondiale, de nombreuses menaces à travers le monde pèsent sur C. arbuscula. Parmi elles la pollution, la suppression des incendies et le coléoptère xylophage Dendroctonus ponderosae. C. arbuscula est extrêmement sensible à la pollution, notamment les métaux lourds et les acides provenant des usines ou des installations de fabrication qui peuvent parcourir des kilomètres et nuire à ces lichens. Les toxines s’accumulent dans les lichens et inhibent la croissance et tuent de nombreux organismes chaque année. Dendroctonus ponderosae affecte indirectement C. arbuscula en raison de sa capacité à causer la mort à grande échelle du Pin tordu (Pinus contorta), un arbre fréquemment recouvert par ce lichen.

## Systématique
Le nom correct complet (avec auteur) de ce taxon est Cladonia arbuscula (Wallr.) Flot..
Le basionyme de ce taxon est : Patellaria foliacea subsp. arbuscula Wallr.

### Étymologie
L'épithète spécifique du latin arbuscula, « buisson » ou « arbuste », fait peut-être référence au fait que le lichen a des branches qui ressemblent à un buisson.

### Liste des sous-espèces
C. arbuscula a six sous-espèces :
- Cladonia arbuscula subsp. arbuscula (Wallr.) Flot.
- Cladonia arbuscula subsp. beringiana Ahti
- Cladonia arbuscula subsp. boliviana (Ahti) Ahti & De Priest
- Cladonia arbuscula subsp. imshaugii (Ahti) Ahti & De Priest
- Cladonia arbuscula subsp. mitis (Sandst.) Ruoss
- Cladonia arbuscula subsp. pachyderma (Ahti) Ahti & De Priest

### Synonymes
Cladonia arbuscula a pour synonymes :
- ? boliviana Ahti
- ? imshaugii Ahti
- Cladina arbuscula subsp. arbuscula
- Cladina arbuscula subsp. boliviana (Ahti) Ahti
- Cladina arbuscula subsp. imshaugii (Ahti) Ahti
- Cladina arbuscula subsp. pachyderma Ahti
- Cladina arbuscula subsp. squarrosa (Wallr.) Burgaz
- Cladina arbuscula (Wallr.) Burgaz
- Cladina arbuscula (Wallr.) Hale & W.L.Culb.
- Cladina mitis Sandst., 1918
- Cladina rangiferina var. arbuscula (Wallr.) Boistel
- Cladina sylvatica f. arbuscula (Wallr.) Harm.
- Cladina sylvatica var. arbuscula (Wallr.) Maheu
- Cladonia arbuscula subsp. arbuscula
- Cladonia arbuscula subsp. boliviana (Ahti) Ahti & DePriest
- Cladonia arbuscula subsp. imshaugii (Ahti) Ahti & DePriest
- Cladonia arbuscula subsp. pachyderma (Ahti) Ahti & DePriest
- Cladonia arbuscula subsp. squarrosa (Wallr.) Rouss
- Cladonia arbuscula subsp. squarrosa (Wallr.) Ruoss
- Cladonia comata
- Cladonia rangiferina subsp. silvatica
- Cladonia rangiferina var. arbuscula (Wallr.) Kremp.
- Cladonia squarrosa (Wallr.) Flot.
- Cladonia sylvatica var. scabrosa Leight.
- Patellaria arbuscula (Wallr.) Wallr.
- Patellaria coccinea var. squarrosa Wallr.
- Patellaria foliacea var. arbuscula Wallr.
- Patellaria fusca f. squarrosa Wallr., 1829
- Patellaria fusca var. arbuscula
- Patellaria fusca var. sylvatica